# Martianthus
Martianthus, biljni rod iz porodiceusnatica smješten u podtribus Hyptidinae, dio tribusa Salviae. Opisan je u Phytotaxa 58: 27. 2012. Sastoji se od 4 južnoameričke vrste grmova, tri endema iz brazila i jedan iz obalnog Perua.

## Vrste
1. Martianthus elongatus (Benth.) Harley & J.F.B.Pastore; Peru
2. Martianthus leucocephalus (Mart. ex Benth.) J.F.B.Pastore
3. Martianthus sancti-gabrielii (Harley) Harley & J.F.B.Pastore
4. Martianthus stachydifolius (Epling) Harley & J.F.B.Pastore

## Sinonimi
- Hyptis sect.Leucocephala Benth.